# Droga wojewódzka 436
Die Droga wojewódzka 436 (DW 436) ist eine 29 Kilometer lange Droga wojewódzka (Woiwodschaftsstraße) in der polnischen Woiwodschaft Großpolen, die den Śrem mit Klęka verbindet. Die Strecke liegt im Powiat Śremski und im Powiat Średzki.

## Streckenverlauf
Woiwodschaft Großpolen, Powiat Śremski
-  Śrem (Schrimm) (DW 310, DW 432, DW 434)
- Pysząca (Sansberg)
- Chrząstowo
- Zawory
- Konarzyce
- Kiełczyn
- Książ Wielkopolski (Xions)
- Radoszkowo Drugie (Schrimm)

Woiwodschaft Großpolen, Powiat Średzki
- Boguszyn (Boguschi)
- Utrata (Schrimm)
- Chocicza (Falkstätt)
-  Klęka (Klinkhof) (DW 310, DW 432, DW 434)